# Mehdi Bajestani
Pour les articles homonymes, voir Bajestani.
Mehdi Bajestani (en persan مهدی بجستانی), né en avril 1974, est un acteur iranien.

## Biographie
Mehdi Bajestani est membre du groupe de théâtre Naqshineh. En novembre 2022, le prix de l'interprétation masculine lui est decerné au Festival international du film de Stockholm 2022, pour son rôle dans Les Nuits de Mashhad.

## Acteur

### Théâtre
- 1997 : Le Cercle de craie caucasien de Bertolt Brecht, mise en scène Hamid Samandarian, Téhéran
- 1998 : En attendant Godot de Samuel Beckett, mise en scène Vahid Rahbani, Téhéran, Paris
- 2001 : Rhinocéros d'Eugène Ionesco, mise en scène Vahid Rahbani, Téhéran
- 2002 : Pauvre Bitos de Jean Anouilh, mise en scène Hamid Mozaffari, Téhéran
- 2004 : Like Blood for Steak de Mohammad Charmshir, mise en scène Hassan Majooni, Téhéran
- 2005 : L'Homme du hasard de Yasmina Reza, mise en scène par Vahid Rahbani, Téhéran
- 2005 : Eleuthéria de Samuel Beckett, mise en scène Vahid Rahbani et Mohammad Reza Jozi (en) (Naqshineh Theatre (en)), Téhéran
- 2006 : Don Camillo, écrit et mis en scène par Kourosh Narimani, Téhéran

### Cinéma
- 2003 : Thirteen de Vahid Rahbani (court métrage)
- 2010 : There are Things you don't know (Chiz-haie hast keh nemidani) de Fardin Saheb-Zamani
- 2022 : Les Nuits de Mashhad d'Ali Abbasi : Saeed
- 2023 : Tatami de Zar Amir Ebrahimi, Guy Nattiv : Amar Hosseini

### Télévision
- 2013 : Davaran (série télévisée)
- 2018 : Whisper (série télévisée)